# The American Journal of Geriatric Cardiology
The American Journal of Geriatric Cardiology was een internationaal peer-reviewed wetenschappelijk tijdschrift op het gebied van de cardiologie. Het is voor het laatst verschenen in 2008.